# Xã Jackson, Quận Tippecanoe, Indiana
Xã Jackson (tiếng Anh: Jackson Township) là một xã thuộc quận Tippecanoe, tiểu bang Indiana, Hoa Kỳ. Năm 2010, dân số của xã này là 499 người.